# Жаксень
Жаксень (каз. Жексен) — упразднённое село в Теренкольском районе Павлодарской области Казахстана. Входило в состав Воскресенского сельского округа. Ликвидировано в 2000 году.

## Население
В 1989 году население села составляло 277 человек. По данным переписи 1999 года, в селе проживало 69 человек (35 мужчин и 34 женщины).